# Cahir Castle

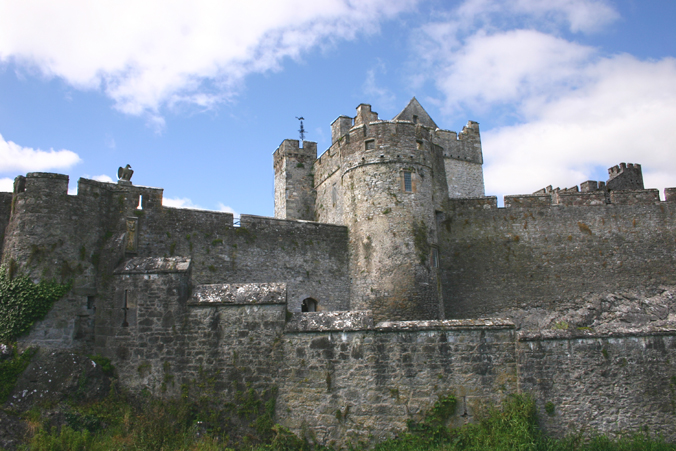
Cahir Castle

Cahir Castle (teilweise auch Caher Castle, irisch Caisleán na Cathrach) ist eine Burg in Cahir, Castle Street, im County Tipperary, Irland.

## Geschichte
Die Ursprünge der Burg, die auf einer Felsen-Insel im Fluss Suir erbaut wurde, gehen zurück bis ins dritte Jahrhundert. Befestigt wurde die Burg 1142 von Donough O’Brien, dem Prinzen von Thomond.
1375 wurde die Burg den Butlers für ihre Treue zu Edward III. überschrieben.
1599 war die Burg Schauplatz der berühmten Belagerung von Cahir Castle, in deren dreitägigem Verlauf die Burg von Robert Devereux eingenommen wurde. Nur ein Jahr später konnte James Butler mit Unterstützung einer Rebellenarmee den Familiensitz zurückerobern.
1650 wurde die Burg von Oliver Cromwell im Zuge seiner Rückeroberung Irlands erobert.
1840 wurden durch William Tinsley Restaurierungsarbeiten durchgeführt.
1961 verstarb der letzte Lord Cahir und die Burg ging in Staatsbesitz über.

## Tourismus
Besucher können die Burg gegen ein Eintrittsgeld besichtigen. In der Burg ist neben audiovisuellen Beiträgen in vielen Sprachen auch ein Modell der Belagerung von Cahir Castle mit nahezu 1000 Figuren zu sehen.
Der dominierende Turm wird „Garderobenturm“ genannt. Sein oberer Bereich lag über den sanitären Anlagen. In deren Ammoniak-Gase wurde Kleidung gehängt. Der Sinn der zweifelhaft riechenden Angelegenheit war die desinfizierende Wirkung der Gase: Parasiten in der Kleidung wurden abgetötet.

## Film
Die Burg diente als Drehort für die Eröffnungsszene des Films Excalibur von John Boorman. Außerdem wurden unter anderen die Filme Barry Lyndon und Tristan & Isolde dort inszeniert.
1999 diente sie als Drehort für die Jugendserie Mystic Knights – Die Legende von Tir Na Nog. In der Serie war sie die Burg von Kells.